# عشین
اَشین یا عَشین یکی از روستاهای حاشیه کویری در غرب انارک و شمال شرقی استان اصفهان است که درمسیر جهانگردان کویری قرار گرفته‌است.
این منطقه جزئی از ایران مرکزی است که در کناره جنوبی دشت کویر با شرایط سخت آب وهوایی واقع است. این منطقه در ۲۰ کیلومتری شمال غرب انارک با طول جغرافیایی ۵۳٫۲۹٫۰ و عرض ۳۳٫۲۹٫۳۰ درجه قرار دارد. آلفونس گابریل در سال ۱۹۳۳ در سفر به کویرهای ایران اقامت کوتاهی در این روستا داشته و آنرا در کتاب عبور از صحاری ایران توصیف کرده‌است. عکس روی جلد این کتاب؛ عشین را در سال ۱۳۱۲ نشان می‌دهد.
وجود ذخایر و کانسارهای معدنی در سنگ‌های مجموعه افیولیتی عشین به‌عنوان بازمانده‌ای از دریاها و آبراهه‌های گذشته ایران مورد بررسی قرار گرفته‌است.
در فرهنگ لغت نام‌ها و آبادیها نوشته محمد مهریار عشین به معنای سرزمین آب‌های جاری است و وجود تعداد چشمه‌های زیاد در اطراف این روستا هویدا این حقیقت است. این روستا شامل خانه‌ها؛ قلعه دفاعی و حمام می‌باشد که متعلق به اوایل قرون اسلامی و قبل از آن است. روستا پس از حدود نیم قرن متروک و مخروب شدن در سال ۱۳۹۳ توسط مهندس مژگان باقری ثبت میراث ملی کشور شد. این روستا پذیرای مسافرانی از کشورهای آسیایی در زمینه زمین‌شناسی و معادن؛ میراث و ابنیه تاریخی؛ نجوم و ستاره‌شناسی؛ کویرشناسی و بیابان‌گردی می‌باشد.
برای احیای روستای اشین و با هزینه شخصی، مژگان باقری در سه فاز تا سال ۱۴۰۰ حدود یک سوم بافت روستا را مرمت و احیا کرد. اشین با مجوز رسمی از میراث فرهنگی، اقامتگاه بومگردی است.